# Baldassarre da Fossombrone
Baldassarre da Fossombrone (fl. XV secolo) è stato un funzionario italiano, segretario e cancelliere del Marchese Ludovico III Gonzaga.
Scrisse una raccolta di sonetti dal titolo El Menzoniero, overamente Bosadrello, i quali richiamano i testi dei Lugendichtung e i sonetti alla burchia del Burchiello (poeta). 

## Biografia
Scarse risultano essere le notizie sulla sua vita. Da alcune lettere inviate a Ludovico III Gonzaga e nella rubrica del "Bosadrello" abbiamo notizie sul fatto che Baldassarre ne fosse il suo personale segretario:

"dilectum familiarem secretarium nostrum" (lettera datata 2 luglio 1452)

"Quivi comincia l'opra intitulata el menzoniero, overamente bosadrello, facta e componuta per lo eloquente e famosissimo messer Baldessaro da Fossombruno, Canciliero e secretario de lo Illustre Marchese di Mantoa. Nel qual si dimostra la volubilità de' tempi e quanto pocho si usa el vero. Composta a petition de la illustre Marchesana di Mantoa"

Sappiamo anche che nel 1459 fu incarcerato (non conosciamo l'esatto motivo della sua prigionia).

## El menzoniero, overamente Bosadrello
Grazie al ritrovamento di un incunabolo del 1475 (ed. princeps dell'opera) stampato presso l'editore Severino da Ferrara sappiamo che scrisse, per conto della consorte di Ludovico III Gonzaga Barbara di Brandeburgo, una raccolta di 57 sonetti  dal titolo "El menzoniero, overamente Bosadrello". 
Per tutta una serie di riferimenti e testimonianze epistolari molto probabilmente l'opera già circolava nel 1470 e potrebbe essere stata un'idea di opera didascalica o semplicemente per divertire il pubblico di corte, richiamando le trasposizioni germaniche delle "Lugendichtung" (poesia narrativa con storie fantastiche o improbabili), testi conosciuti alla marchesa.
Argomento principale come si evince dal titolo (Bosadrello = "busia", "bugia") è quello del mundus inversus, del paradossale e del meraviglioso. Questa raccolta viene definita anche "Canzoniere della Bugia" o "Canzone alla rovescia". Troviamo numerosi riferimenti anche al "Paese di Cuccagna" che ritroviamo nell'opera collodiana de "Le avventure di Pinocchio. Storia di un burattino". Si trattano anche i "mirabilia", delle enciclopedie di viaggio, degli animali e di creature fantastiche.
Vengono adottati numerosi versi e figure retoriche incentrate sul "paradossale" e sul "maraviglioso", tra cui Iperbole (figura retorica), Adynaton, e Ossimoro.

## Fortuna
L'opuscolo ebbe una certa fortuna nel corso del Cinquecento, anche se prese nel corso dei secoli diversi altri nomi e per molto tempo i numerosi stampatori dell'opuscolo ne diventarono loro stessi "gli autori", oscurando Baldassarre.
Il 1888 sarà l'anno in cui verranno riscoperti i testi di stampo ludico, ed è proprio grazie agli studi di Vittorio Rossi (1865-1938), Vittorio Cian (1862-1951) e di Rodolfo Renier (1857-1915) che il nome di Baldassarre da Fossombrone emerge, riappropriandosi anche del suo "Bosadrello".